# Edward mani di forbice
Edward mani di forbice (Edward Scissorhands) è un film del 1990 diretto da Tim Burton, con Johnny Depp e Winona Ryder. Il film segna l'inizio di una sempre più stretta collaborazione tra l'attore e il regista, nonché l'instaurarsi definitivo della collaborazione tra il regista e il compositore Danny Elfman.
Il film è una fiaba drammatica che ha per sfondo una visione esagerata del sobborgo americano e della tipica famiglia americana che vi abita. Combina intenzionalmente i cliché e gli stili cinematografici degli anni cinquanta, sessanta e ottanta. Il concetto e molti dei temi di Edward mani di forbice richiamano, fra l'altro, il romanzo gotico inglese, Frankenstein di Mary Shelley, ma anche la fiaba francese de La bella e la bestia.
La critica ha acclamato il film, spesso citato come il miglior film di Burton,  come un racconto senza tempo sull'amore e sull'amicizia. Il film ha avuto un buon successo al botteghino, guadagnando 86 milioni di dollari in tutto il mondo a fronte di un budget di 20 milioni di dollari. Il regista considera Edward mani di forbice come il film che meglio incarna la sua poetica.
Da sottolineare la presenza tra gli attori di Vincent Price, di cui il regista è sempre stato un gran estimatore (vedi il cortometraggio Vincent del 1982). Il film è l'ultimo in cui l'attore ha recitato.
In Italia è uscito al cinema giovedì 25 aprile 1991 distribuito dalla 20th Century Fox, con abbinato il video clip musicale d'animazione Do the Bartman con protagonista Bart Simpson, tratto dall'album Geffen The Simpsons Sing the Blues.

## Trama
Un'anziana signora racconta alla sua nipotina la storia di Edward Mani di Forbice, un automa con delle forbici al posto delle mani.
Negli anni '70, la rappresentante di cosmetici Peggy Boggs non trova acquirenti per i suoi prodotti; nel tentativo di trovare un cliente visita una villa gotica fuori città, dove scopre Edward. Questi gli racconta che il suo creatore, uno scienziato visionario, era morto improvvisamente prima di completarlo con delle mani artificiali; impietosita, Peggy decide di portarlo a casa sua. Edward stringe subito una sincera amicizia col figlio minore di Peggy, Kevin, e col marito Bill. In seguito si innamora perdutamente di Kim, la figlia adolescente di Peggy, nonostante lei provi repulsione nei suoi confronti; anche Kim, tuttavia, scoprirà presto la natura mite di Edward.
Dopo un primo momento di terrore, gli abitanti del quartiere di Peggy scoprono che Edward è abilissimo nel creare sculture con i cespugli utilizzando le sue mani di forbice; in seguito Edward applicherà questo suo talento anche per creare sontuose acconciature per le vicine di casa. Non tutti, però, accoglieranno bene Edward: la fanatica religiosa Esmeralda è convinta che Edward sia il diavolo, mentre Jim, l'arrogante fidanzato di Kim, diventa geloso di lui. Intanto Joyce Monroe, una vicina di casa snob, prova a sfruttare il talento di Edward aprendo con lui un salone di bellezza: la donna cercherà inoltre di sedurlo, con risultati tragicomici. L'apertura del salone causerà però dei problemi, mettendo presto in luce l'ipocrisia del vicinato.
Intanto Jim, desideroso di comprarsi un furgone nuovo, approfitta dell'ingenuità di Edward facendogli scassinare con le sue lame le serrature delle porte della villa dei propri genitori con le sue lame. Il furto però va a monte, ed Edward viene ingiustamente arrestato: Kim è l'unica che si oppone all’arresto, ma viene portata via a forza da Jim. Nonostante in prigione Edward dimostri di essere innocuo, Joyce, furiosa per il rifiuto di Edward alle sue avances lo accusa ingiustamente di tentato stupro.
Edward viene rifiutato ed evitato da tutti, tranne che dalla famiglia Boggs, che di conseguenza viene malvista dal vicinato. Kim, intanto, scopre che Edward ha accettato di aiutare Jim col furto solo perché a chiederglielo era stata lei: la ragazza si pente di averlo fatto finire nei guai, e comincia a provare della tenerezza nei suoi confronti. Durante la preparazione degli addobbi natalizi, Edward scolpisce la statua di ghiaccio di un angelo, producendo un getto di fiocchi di neve, sotto i quali Kim danza serenamente. Quando Jim la richiama, Kim si graffia inavvertitamente la mano con le lame di Edward; il ragazzo, geloso, accusa Edward di averla ferita volontariamente, ma Kim lo scaccia via e tronca la loro relazione. All'insaputa di questo Edward, furioso e offeso, vaga per il quartiere distruggendo le sue opere topiarie: i vicini, pensando che voglia far loro del male, chiamano la polizia, che si mette sulle sue tracce. Riflettendo con Kim, intanto, Peggy dice di essersi pentita di aver portato Edward nel paese: la sua natura docile sarà sempre sopraffatta dall'ipocrisia cittadina, e la cosa migliore per lui sarebbe tornare alla villa.
Mentre Peggy e Bill escono a cercarlo, Edward ritorna a casa da Kim, e questa lo abbraccia; Jim, intanto, medita vendetta su Kim e torna indietro con la sua auto a tutta velocità, rischiando di investire Kevin: accortosi del pericolo, Edward salta addosso al ragazzino per spingerlo al sicuro, ma senza volerlo lo ferisce al volto con le lame, ferendo poi anche Jim che gli si avventa contro. I vicini che assistono alla scena si convincono però che Edward abbia attaccato di proposito Jim e Kevin. Arriva la polizia arriva ed Edward scappa, rifugiandosi nel suo castello; il vicinato tuttavia lo insegue e irrompe nei giardini del castello.
Kim raggiunge Edward alla villa, e i due si scambiano un momento di tenerezza; sopraggiunge però Jim, che li attacca con dei colpi di pistola: per difendere Kim, Edward lo infilza con le sue forbici e lo getta dalla finestra, dando ai cittadini l'impressione di averlo ucciso con violenza. Kim comprende che per salvare il suo amato dovrà abbandonarlo: dopo uno straziante addio, la ragazza corre dai vicini e dice loro che Edward è morto per il crollo del tetto, affermando che i due ragazzi si sono uccisi a vicenda. I cittadini sembrano provare rimorso, ma tornano ugualmente alle loro vite ipocrite.
Nel presente, la vecchia signora che raccontava la storia alla nipotina si rivela essere Kim, e finisce il racconto dicendo di non aver mai più rivisto Edward. Afferma anche di aver deciso di non tornare da lui alla villa, preferendo che Edward, immortale, la ricordi con il suo aspetto da giovane. Aggiunge però che, dalla sua scomparsa, ogni Natale cade la neve, cosa mai avvenuta prima: è Edward a far nevicare, scolpendo ogni inverno delle statue di ghiaccio con le sembianze di Kim, facendo piovere sulla città dei cristalli di ghiaccio per indicarle che neanche lui la dimenticherà mai.

## Produzione

### Sviluppo
Le origini di Edward mani di forbice si possono riscontrare nei disegni d'infanzia del regista Tim Burton, che rifletteva così i suoi sentimenti di isolamento e d'incapacità di comunicazione con le persone intorno a lui. Burton ha affermato che era spesso solo e aveva problemi a intrattenere amicizie. «Avevo la sensazione che le persone avessero semplicemente quest'impulso a lasciarmi da solo per qualche ragione, non so esattamente perché». Ha commentato anche che «questa cosa inconsciamente era connessa a un soggetto che voleva toccare, ma che non poteva; che era sia creativo che distruttivo». Burton ha affermato: «nel business cinematografico, nel successo, nella vita a Hollywood o nella mia infanzia, tre parole si ripetono con una regolarità [...]: paura, pericolo e, più frequente di tutte, incorporeità. Così mi chiedo perché ogni cosa mi sembra incorporea?» Burton, infine, cita, a proposito del film, l'influenza di Frankenstein di Mary Shelley, del Fantasma dell'opera di Gaston Leroux, del Notre-Dame de Paris di Victor Hugo, di King Kong e de Il mostro della laguna nera.
Dopo il successo di Pee-wee's Big Adventure (1985), Burton portò l'idea ai suoi agenti della William Morris Agency, che lo presentarono a Caroline Thompson, pensando che i due potessero lavorare insieme.
Burton lesse una storia breve di lei intitolata First Born, che parlava di un aborto che ritornava in vita e trovò che aveva esattamente il tono che lui stesso voleva per il suo film. Si rese conto che lei era la più adatta a scrivere il copione e commissionò alla Thompson la sceneggiatura, pagandola con qualche migliaia di dollari di tasca propria. 
Nella Thompson, Burton trovò uno spirito affine che avrebbe poi scritto la sceneggiatura per altri suoi lungometraggi, come Nightmare Before Christmas. Caroline Thompson ha affermato di avere scritto la sceneggiatura come fosse per una "poesia d'amore" rivolta a Burton, che definisce «la persona più articolata che conosca, ma che non riuscirebbe a mettere insieme una sola frase». Inizialmente Burton aveva il piano di realizzare il film come un musical, spiegando che «mi sembrava grande e operistico», ma poi abbandonò l'idea.

### Cast
Prima di Johnny Depp, che era la prima scelta di Burton fin dall'inizio della produzione, la parte venne proposta a numerosi attori giovani e non quali Tom Cruise, Gary Oldman, Jim Carrey, John Cusack, William Hurt, Robert Downey Jr, e persino Michael Jackson, che però non piaceva al regista.
Drew Barrymore e Crispin Glover erano stati presi in considerazione per i ruoli di Kim e Jim.

### Riprese
Il cast e il gruppo spese dodici settimane nelle riprese in Florida, dove trovarono una comunità occupata nella quale poter filmare, la suddivisione di Carpenter's Run a Lutz. Riguardo alla location, in accordo con le decisioni dello scenografo Bo Welch, essa doveva essere "un tipo di generico sobborgo pianeggiante, che rendemmo il più banale possibile dipingendo tutte le case in un colore pastello sbiadito, e riducendo le dimensioni delle finestre per farlo sembrare un po' più paranoico." Sessanta differenti case furono ritinteggiate per la visione suburbana di Tim Burton, tutte quante erano abitate e gli occupanti furono d'accordo nel cambiare i loro colori esterni abbaglianti.
Il regista affermò riguardo al film e alla scenografia che "Molto di essa rappresentava per me un ricordo della mia crescita in periferia. Non è un cattivo posto. È un posto bizzarro. È un luogo in cui alcune persone crescono e si chiedono "Perché ci sono resine d'uva sul muro?" (ma altri no). Tentammo di renderlo divertente e strano senza essere critici. È un posto in cui è presente molta integrità." La produzione poi si trasferì in un set di Los Angeles, California, per riprendere le scene del palazzo.

### Colonna sonora
Danny Elfman, che collaborò precedentemente con Burton in Pee-wee's Big Adventure, Beetlejuice - Spiritello porcello e Batman fu ingaggiato per comporre la musica. Elfman descrive tre temi che appaiono nel film, il primo è il "Tema Principale" (con ciò che lui chiama "lo stile del libro di storie"). L'"emozionale" (o secondo tema) è caratterizzato da Kim nonna mentre racconta alla sua nipotina la favola prima di andare a letto. Elfman affermò che questo era l'originale "Tema di Edward" così come una possibile musica per il tema principale, ma entrambi Burton e Elfman decisero di abbandonare l'idea. Credeva che questo pezzo creava "il cuore del personaggio". "Il Ballo di Ghiaccio", la composizione più riconoscibile, conclude il terzo e ultimo tema. Elfman prese anche a comporre un "Tema Suburbano" seriamente, dipingendolo come un'opportunità per il film. Nella scena in cui Edward taglia i capelli di varie casalinghe del vicinato, Elfman affermò che non fu intenzionale "aggiungere un ritmo da tango tzigano, o spagnolo," definendolo casuale. Elfman descrisse la musica di sottofondo come "attorcigliante il tema" o "i temi che erano stati scritti innocentemente; sembra diventare sempre peggio". Nella scena in cui Edward entra in casa dei Boggs e guarda alle foto di famiglia è il momento musicale che Elfman considera migliore in tutto il film.
Elfman afferma di essersi sempre sentito alleviato alla fine della produzione di un suo film, ma su Edward mani di forbice si sentì l'esatto opposto, affermando che voleva di più e sperava che il film fosse più lungo. Elfman cita il suo lavoro sul film come il suo più personale e favorito. Inoltre, Elfman lo considera anche come il più difficile a cui abbia mai lavorato, affermando scherzosamente che fu "anche più difficile di Batman". Fu in seguito al suo lavoro su Edward mani di forbice che conquistò il titolo di compositore cinematografico. Nondimeno, Elfman teorizza scherzosamente che i pezzi e le note della colonna sonora appaiono simultaneamente in vari trailer cinematografici o in pubblicità televisive. Elfman fu impegnato sentimentalmente con la scrittrice Caroline Thompson durante la produzione del film. Riguardo alla musica di Elfman, tre canzoni furono interpretate da Tom Jones, le quali appaiono alla fine del film. Elfman stesso riconosce Burton come creativo nello scegliere le canzoni It's Not Unusual, Delilah e With These Hands. It's Not Unusual sarebbe poi apparsa in Mars Attacks! (1996), altro film di Burton in collaborazione con Elfman e con lo stesso Tom Jones che appare nel film come cameo.

## Accoglienza

### Incassi
Edward mani di forbice ha avuto la sua uscita limitata negli Stati Uniti il 7 dicembre 1990. L'ampia distribuzione è avvenuta il 14 dicembre e il film ha guadagnato $ 6.325.249 nel suo weekend di apertura in 1.372 sale. Ciò fu causa di una certa delusione per la 20th Century Fox, che pensava potesse battere il Batman (1989) dello stesso Burton e l'E.T. l'extra-terrestre (1982) di Steven Spielberg. Benché fosse stato ben anticipato con un po' di pubblicità (soprattutto per passaparola), Edward mani di forbice ha incassato alla fine $ 56.362.352 in Nord America e altri $ 29.661.653 in altri territori, arrivando a un totale mondiale di $ 86,02 milioni. Con un budget di $ 20 milioni, il film è considerato un successo al botteghino. Il New York Times ha scritto che "l'alchimia tra Johnny Depp e Winona Ryder, che erano insieme nella vita reale all'epoca (1989-1993), ha dato al film un potenziale idolo per adolescenti, attirando un pubblico più giovane".
Box office a parte, il film divenne il più alto guadagno della 20th Century Fox nel 1990.
Fu però ottimo il risultato al VHS, lanciato nel 1991 e che guadagnò 27.500.000 dollari per il solo noleggio.

### Critica
Il sito web Rotten Tomatoes riporta che il film ha un punteggio di approvazione del 90%, basato su 68 recensioni, con un punteggio medio di 7,70/10. Il consenso critico del sito recita: "La prima collaborazione tra Johnny Depp e Tim Burton, Edward mani di forbice è una magica favola moderna con sfumature gotiche e un centro dolce". Metacritic, un altro sito web, ha assegnato al film un punteggio medio ponderato di 74 su 100 sulla base di 19 recensioni di critici tradizionali, indicando "recensioni generalmente favorevoli".
Peter Travers di Rolling Stone ha elogiato il film affermando: "L'aggiornamento riccamente divertente di Burton della storia di Frankenstein è il film fantasy più comico, romantico e inquietante dell'anno". Ha continuato lodando la performance di Depp affermando: "Depp esprime ad arte il feroce desiderio del gentile Edward; è una performance eccezionale" e la "travolgente colonna sonora" di Danny Elfman. Lo staff di Variety ha parlato molto bene del film: "Il regista [Burton] prende un personaggio tanto improbabile quanto un ragazzo le cui braccia finiscono in cesoie, e lo rende il centro di una deliziosa e delicata favola comica". Marc Lee di The Daily Telegraph ha segnato il film con 5 stelle su 5, scrivendo: "La favola moderna di Burton ha un'atmosfera quasi palpabilmente personale: è raccontata con delicatezza, sottigliezza e con infinita simpatia per un estraneo che affascina la gente del posto, ma poi inavvertitamente suscita i loro istinti più bassi». Ha anche elogiato Depp come "sensazionale nel ruolo principale, evocando ansia, malinconia e innocenza con convinzione straziante. Ed è tutto negli occhi: il suo dialogo è minimale". Owen Gleiberman, scrivendo per Entertainment Weekly, ha dato al film una valutazione A-, lodando la colonna sonora di Elfman e definendo il personaggio di Edward "il ritratto surreale di Burton di se stesso come artista: un bambino ferito che converte la sua oscurità privata in stravaganti visioni pop", e "il più puro successo di Burton come regista finora". Di Depp ha scritto: "Depp potrebbe non recitare così tanto sotto il suo trucco, ma quello che fa è tremante e commovente". Janet Maslin del New York Times ha scritto: "Mr. Burton investe un'ingegnosità impressionante nel processo di reinvenzione di qualcosa di molto piccolo".

## Riconoscimenti
- 1991 - Premio Oscar
  - Candidatura Miglior trucco a Ve Neill e Stan Winston
- 1991 - Golden Globe
  - Candidatura Miglior attore in un film commedia o musicale a Johnny Depp
- 1992 - Premio BAFTA
  - Miglior scenografia a Bo Welch
  - Candidatura Migliori costumi a Colleen Atwood
  - Candidatura Miglior trucco a Ve Neill
  - Candidatura Migliori effetti speciali a Stan Winston
- 1992 - Saturn Award
  - Miglior film fantasy
  - Candidatura Miglior attrice protagonista a Winona Ryder
  - Candidatura Miglior attore non protagonista a Alan Arkin
  - Candidatura Miglior attrice non protagonista a Dianne Wiest
  - Candidatura Miglior colonna sonora a Danny Elfman
  - Candidatura Migliori costumi a Colleen Atwood
- 1992 - Grammy Awards
  - Candidatura Miglior composizione a Danny Elfman
- 1991 - Los Angeles Film Critics Association Awards
  - Candidatura Miglior attrice non protagonista a Dianne Wiest
- 1991 - Premio Hugo
  - Miglior rappresentazione drammatica a Caroline Thompson e Tim Burton
- 1991 - National Society of Film Critics Awards
  - Candidatura Miglior attrice non protagonista a Dianne Wiest
- 1992 - Premio Sant Jordi
  - Miglior film straniero a Tim Burton
  - Miglior attrice straniera a Winona Ryder

## Sequel a fumetti
Nell'ottobre 2014 in America fu pubblicato il seguito del film, intitolato: Edward Scissorhands. Il fumetto è scritto da Kate Leth e disegnato da Drew Rausch, è ambientato anni dopo il racconto di Kim, ormai anziana nel film.

## Omaggi e citazioni
- Nel film Alice in Wonderland (anche questo di Tim Burton) si possono notare le sculture di Edward nel giardino della regina rossa.
- Nell'album raccolta di Francesco Baccini Baccini and Best Friends il cantante genovese duetta con Angelo Branduardi nella canzone Mani di forbice, ispirata proprio al tema del film di Tim Burton.
- Il videoclip di Inverno dei fiori di Michele Bravi, è in parte ispirato a Edward . Il cantante, che è un grande ammiratore di Tim Burton, ha dichiarato che avrebbe desiderato interpretare Edward, ritenendolo un uomo che vuole accarezzare il volto degli altri per raccontare il suo amore, ma ha lame al posto delle mani che lo costringono alla solitudine.